# Victor Rasuk

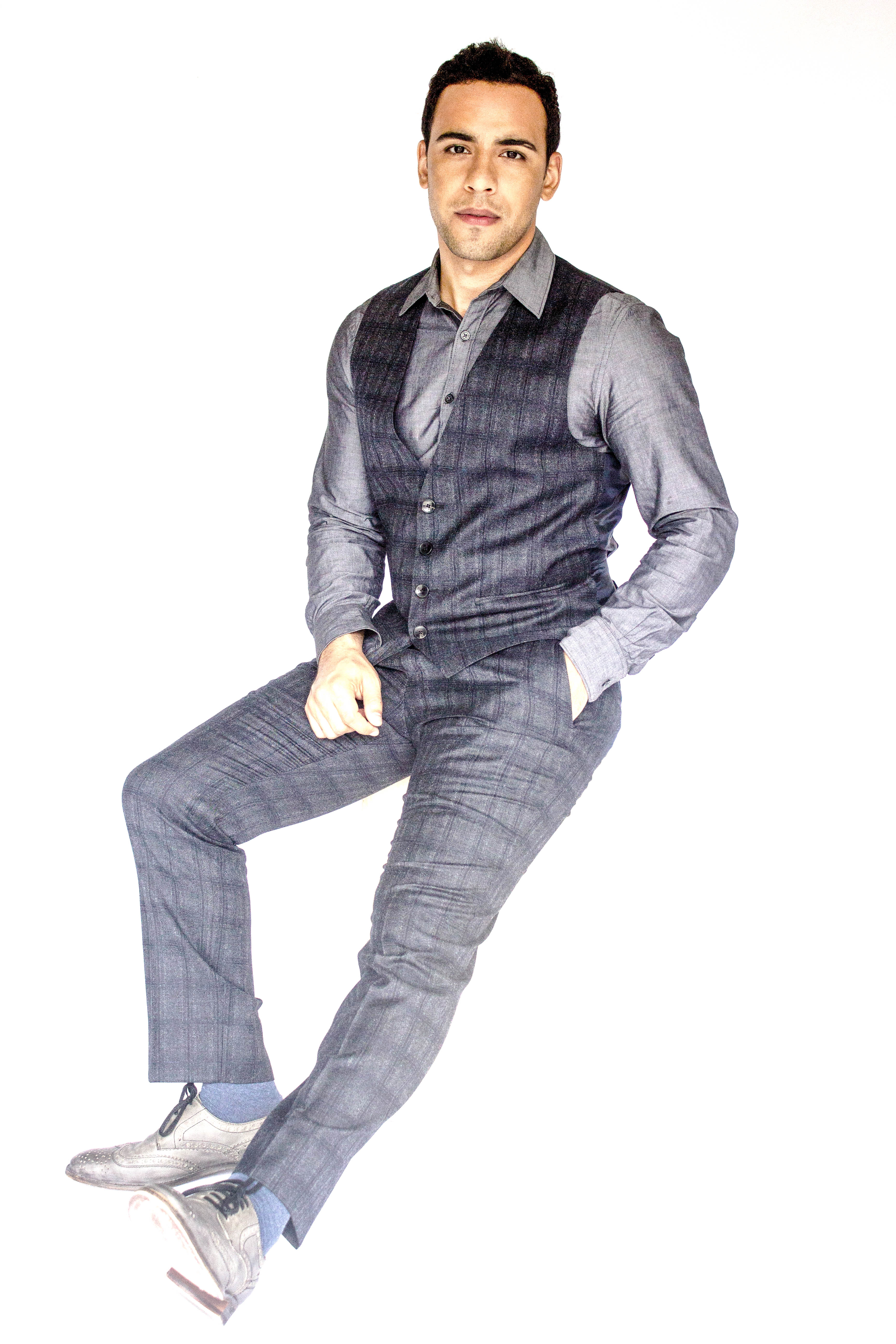
Victor Rasuk (2016)

Victor Rasuk (* 15. Januar 1984 in New York City, New York) ist ein US-amerikanischer Filmschauspieler.

## Leben
Victor Rasuk, dessen Eltern aus der Dominikanischen Republik stammen, wurde im New Yorker Stadtteil Harlem geboren. Sein jüngerer Bruder Silvestre Rasuk ist heute ebenfalls als Schauspieler tätig.
Sein Filmdebüt gab Rasuk 1999, als er im Alter von 15 Jahren in einer Statistenrolle in der Filmkomödie Makellos verkörperte. Nur ein Jahr später wurde er vom Regisseur Peter Sollett entdeckt, der ihn für seinen Kurzfilm Five Feet High and Rising verpflichtete. Als Sollett 2002 mit Sommer in New York seinen ersten abendfüllenden Spielfilm in Szene setzte, kam er erneut auf Victor Rasuk zu, der erneut für eine der Hauptrollen verpflichtet wurde. 2004 wurde er für seine Darstellung des Victor Vargas für den Independent Spirit Award nominiert.
Nach weiteren Auftritten in Fernsehserien, darunter Law & Order: Special Victims Unit, stand er 2005 in Dogtown Boys in einem größeren Spielfilm vor der Kamera. Rasch vollzog er den Schritt vom Independentfilm zum so genannten Popcornkino. Einer seiner zuletzt bekannt gewordenen Filme war das 2008 produzierte Historiendrama Che – Revolución unter der Regie von Steven Soderbergh. Zwischen 2008 und 2009 wirkte er auch in sechs Episoden von Emergency Room – Die Notaufnahme mit. Von 2009 bis 2011 verkörperte Rasuk eine der Hauptrollen in der Fernsehserie How to Make It in America.

## Filmografie (Auswahl)
- 1999: Makellos (Flawless)
- 2002: Sommer in New York (Raising Victor Vargas)
- 2004: Haven
- 2005: Dogtown Boys (Lords of Dogtown)
- 2007: Adrift in Manhattan (Adrift in Manhattan)
- 2007: Mein Name ist Fish (I’m Reed Fish)
- 2008: Che – Revolución (Che – Part One: The Argentine)
- 2008: Stop-Loss (Stop-Loss)
- 2008–2009: Emergency Room – Die Notaufnahme (ER, Fernsehserie, 6 Folgen)
- 2010–2011: How to Make It in America (How to Make It in America, Fernsehserie, 16 Folgen)
- 2012: Being Flynn
- 2013: Jobs
- 2014: Godzilla
- 2014–2015: Stalker (Fernsehserie, 19 Folgen)
- 2015: Fifty Shades of Grey
- 2017: Fifty Shades of Grey – Gefährliche Liebe (Fifty Shades Darker)
- 2018: Fifty Shades of Grey – Befreite Lust (Fifty Shades Freed)
- 2018: The Mule
- 2019: Tom Clancy’s Jack Ryan (Fernsehserie, 6 Folgen)
- 2022: Reasonable Doubt (Fernsehserie, 8 Folgen)
- 2023: How I Met Your Father (Fernsehserie)

## Filmpreise
- 2004: Nominierung als Bester Debütant, bei den Independent Spirit Awards 2004, für: Sommer in New York (Raising Victor Vargas)
- 2005: Nominierung als Bester Nachwuchsschauspieler, bei den Teen Choice Awards 2005, für: Dogtown Boys (Lords of Dogtown)